# M-11
La M-11 (también llamada avenida de Manuel Azaña) es una autopista de acceso al aeropuerto de Madrid-Barajas, con una longitud de 9,7 km, uniendo el nudo de las autovías M-30, A-1 y M-607 (nudo de Manoteras) con las terminales T-1, T-2 y T-3.

## Nomenclatura y características
Esta autopista se denomina así por ser la primera autopista de acceso desde el tercer cinturón (M-30) de la ciudad de Madrid y las autovías radiales al aeropuerto Adolfo Suárez Madrid-Barajas. Complementa a las autovías M-13 y M-14 y a la autopista M-12 que también unen el aeropuerto con las rondas de la ciudad (M-30 y M-40) y las autovías radiales; es por esta razón que la M-11 es una de las autopistas que más tráfico registra a lo largo del día en todo Madrid.
Antes del 2004 se denominaba A-10, entonces adoptó la denominación de autopista de entorno urbano aunque sigue gestionada por el Gobierno central. El Pleno del Ayuntamiento de Madrid decidió nombrarla avenida de Manuel Azaña en honor del que fue presidente de la Segunda República, aunque esta denominación es desconocida por muchos de los conductores que la usan cada día.

## Trazado actual
- salida 0: enlace con la M-30, A-1 y M-607
- salida 1: enlace con el final de la calle de Arturo Soria y los barrios de Pinar de Chamartín, Virgen del Cortijo y Sanchinarro
- salida 2: enlace con la Estación de Manoteras y la avenida de Niceto Alcalá Zamora en Sanchinarro
- salida 3: enlace con la M-40 y salida al barrio de Hortaleza
- salidas 5 y 6: enlaces con IFEMA
- salida 7: enlace con la M-12 hacia la terminal T-4 del aeropuerto y A-1
- salida 9: enlace con la avenida de Logroño y los barrios de Barajas y Alameda de Osuna
- salida 10: acceso a las terminales del aeropuerto T-1, T-2 y T-3 y enlace con la M-14 (hacia la A-2) y la M-13 (hacia la terminal T-4)

## Tramos
| Denominación | Tramo | km              | Año servicio |
| ------------ | --- | --------------- | --- |
| M-11         | Vía Borde de Hortaleza Tramo original: Nudo Manoteras A-1 M-30 - Enlace Calle de Arturo Soria Tramo: Nudo Manoteras A-1 M-30 - Nudo Hortaleza M-40 | 0,9 3,7         | 2 carriles por sentido: 1985 3 carriles por sentido: 1990                                                           |
| M-11         | Nudo Hortaleza M-40 - Aeropuerto de Madrid-Barajas M-14 Tramo original: Nudo Hortaleza M-40 - Aeropuerto de Madrid-Barajas M-14 Tramo: Nudo Hortaleza M-40 - Enlace M-12 Tramo ampliado y nuevas vías de servicio: Nudo Hortaleza M-40 - Enlace IFEMA Tramo ampliado y nuevos enlaces: Enlace M-12 - Enlace Avenida de Logroño | 6,5 3,1 1,5 1,2 | 2 carriles por sentido: 1991 3 carriles por sentido: 2005 4 carriles por sentido: 2008 3 carriles por sentido: 2008 |

## Recorrido
| Velocidad | Esquema | Salida | Sentido aeropuerto (ascendente)                                  | Sentido M-30 (descendente)                       | Notas |
| --------- | ------- | ------ | ---------------------------------------------------------------- | ------------------------------------------------ | ----- |
|           |         |        |                                                                  | A-1 Burgos M-30 Todas direcciones                |       |
| Genérica  |         |        | M-11 Acceso a Barajas desde la M-30                              |                                                  |       |
|           |         | 1      | calle Arturo Soria                                               | calle Arturo Soria Sanchinarro                   |       |
|           |         | 2      | estación de Hortaleza                                            | estación de Hortaleza                            |       |
|           |         | 3      | M-40 A-2 Zaragoza R-3 A-3 R-4 A-4 calle Gregorio Sánchez Herráez | M-40 R-2 Zaragoza A-1 M-607 A-6                  |       |
|           |         | 5      | Valdebebas Feria de Madrid                                       |                                                  |       |
|           |         | 6      |                                                                  | Valdebebas Campo de las Naciones Feria de Madrid |       |
|           |         | 7      | M-12 aeropuerto R-2 A-1                                          | M-12 aeropuerto R-2 A-1                          |       |
|           |         | 9      | Barajas Avda. Logroño                                            | Barajas Avda. Logroño                            |       |
| Genérica  |         |        |                                                                  | M-11 Acceso a Barajas desde la M-30              |       |
|           |         |        | M-14 M-13 aeropuerto                                             |                                                  |       |